# بارنابی روج
بارنابی روج (به انگلیسی: Barnaby Rudge) نام یک کتاب ادبی است که توسط چارلز دیکنز، نویسندهٔ اهل انگلستان نوشته شده‌است.